# Šeřeč
Šeřeč (německy Schertsch) (ve 13. století Nesvačilov) je malá vesnice, část obce Provodov-Šonov v okrese Náchod. Poprvé je připomínána spolu s Provodovem již roku 1213. Nachází se asi 1,5 km na západ od Provodova-Šonova. V roce 2009 zde bylo evidováno 14 adres. V roce 2001 zde trvale žilo 18 obyvatel.
Šeřeč je také název katastrálního území o rozloze 0,91 km2.Poblíž obce Šeřeč leží i zaniklá obec na katastrálním území Domkov o rozloze 3,81 km2.
Obec leží na břehu vodní nádrže Rozkoš. Jedná se vlastně o několik zbylých domů, které jsou nad zátopovým územím vodního díla. Dnes je oblíbenou rybářskou a rekreační lokalitou.

## Zajímavosti
- pomník padlým z Prusko-Rakouské války z r. 1866
- boží muka a památná lípa na původní návsi
- kamenný smírčí kříž (na soukromém pozemku)